# Trophée de la ville de Conegliano
Le Trophée de la ville de Conegliano (en italien : Trofeo Città di Conegliano) est une course cycliste italienne disputée à Conegliano, en Vénétie. Elle est organisée par le Gruppo Sportivo Gelati Sanson. 
Cette épreuve fait actuellement partie du calendrier national de la Fédération cycliste italienne. Elle est ouverte aux coureurs espoirs (moins de 23 ans) et élites. 

## Histoire
En 2018, la course rend hommage à l'ancien cycliste professionnel et président du GS Gelati Sanson Andrea Barro, mort la même année à 86 ans.

## Palmarès
| Année     | Vainqueur             | Deuxième           | Troisième                  |
| --------- | --------------------- | ------------------ | -------------------------- |
| 2002      | Emanuele Sella        |                    |                            |
| 2003      | Mirko Allegrini       | Nicola Scattolin   | Simone Meda                |
| 2004      | Daniele Colli         | Nicola Peccolo     | Mirko Allegrini            |
| 2005      | Oscar Gatto           |                    |                            |
| 2006      | Alexey Esin           | Davide Battistella | Roberto Ferrari            |
| 2007      | Marco Bandiera        | Luca D'Osvaldi     | Daniel Oss                 |
| 2008      | Alessandro De Marchi  | Sacha Modolo       | Daniele Ratto              |
| 2009      | Enrico Mantovani      | Andrea Pasqualon   | Oleg Berdos                |
| 2010      | Daniele Aldegheri     | Filippo Fortin     | Sonny Colbrelli            |
| 2011      | Andrea Di Corrado     | Eugenio Alafaci    | Francesco Manuel Bongiorno |
| 2012      | Davide Villella       | Oleksandr Polivoda | Pierre Penasa              |
| 2013      | Gianluca Leonardi     | Simone Andreetta   | Andrei Nechita             |
| 2014      | Eugert Zhupa          | Andrea Garosio     | Daniele Cavasin            |
| 2015      | Mattia De Marchi      | Cristian Raileanu  | Nicolò Rocchi              |
| 2016      | Nicolò Rocchi         | Cristian Raileanu  | Mattia De Marchi           |
| 2017      | Filippo Rocchetti     | Alessandro Fedeli  | Mattia Bais                |
| 2018      | Rasmus Byriel Iversen | Mattia Bais        | Davide Casarotto           |
| 2019      | Marco Landi           | Yuri Colonna       | Mattia Bais                |
| 2020-2021 | non disputé           | non disputé        | non disputé                |
| 2022      | Matteo Zurlo          | Martin Nessler     | Federico Guzzo             |